# Viola glabella
Viola glabella är en violväxtart som beskrevs av Thomas Nuttall. Viola glabella ingår i släktet violer, och familjen violväxter. Inga underarter finns listade i Catalogue of Life.

## Bildgalleri

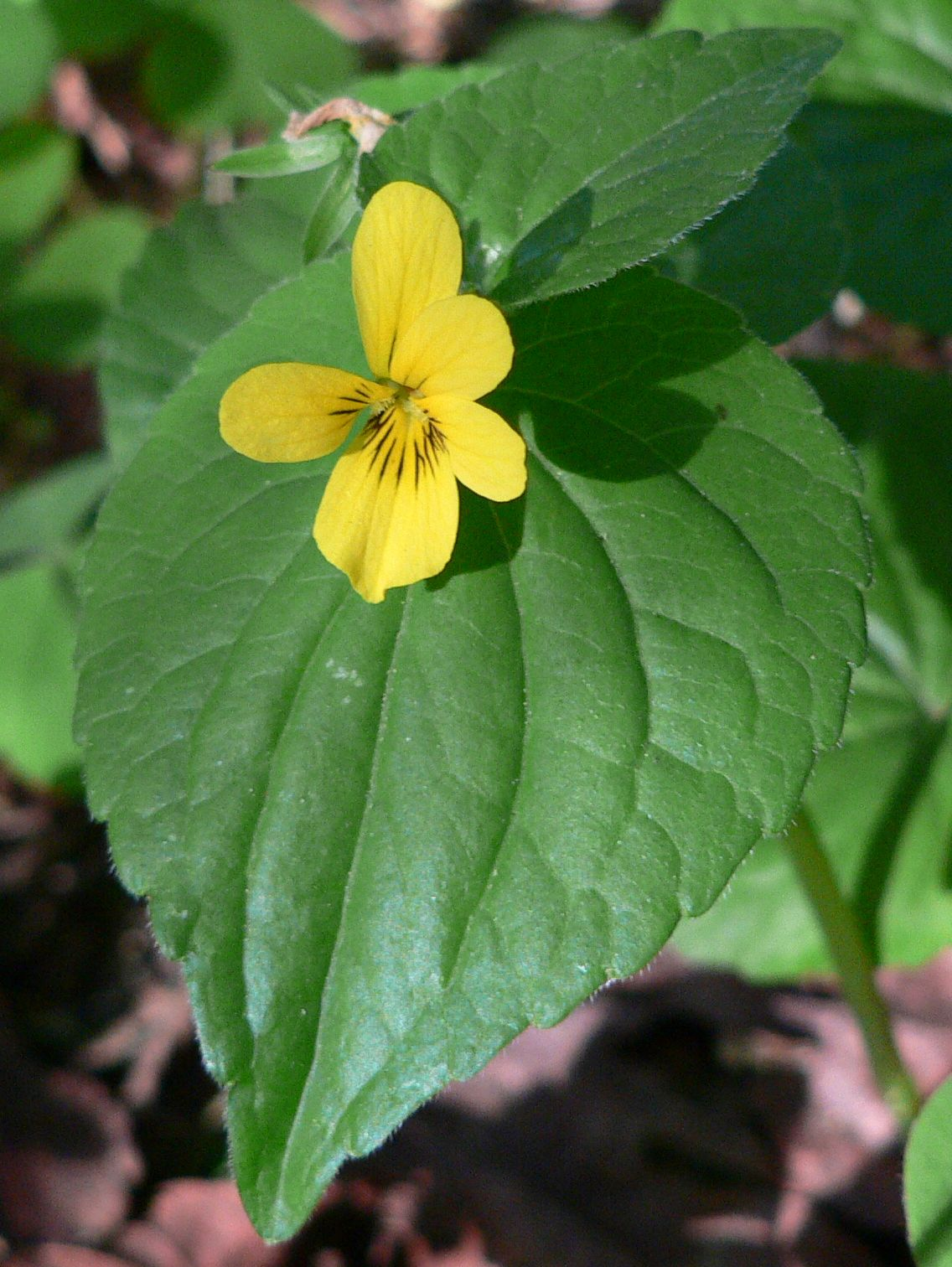
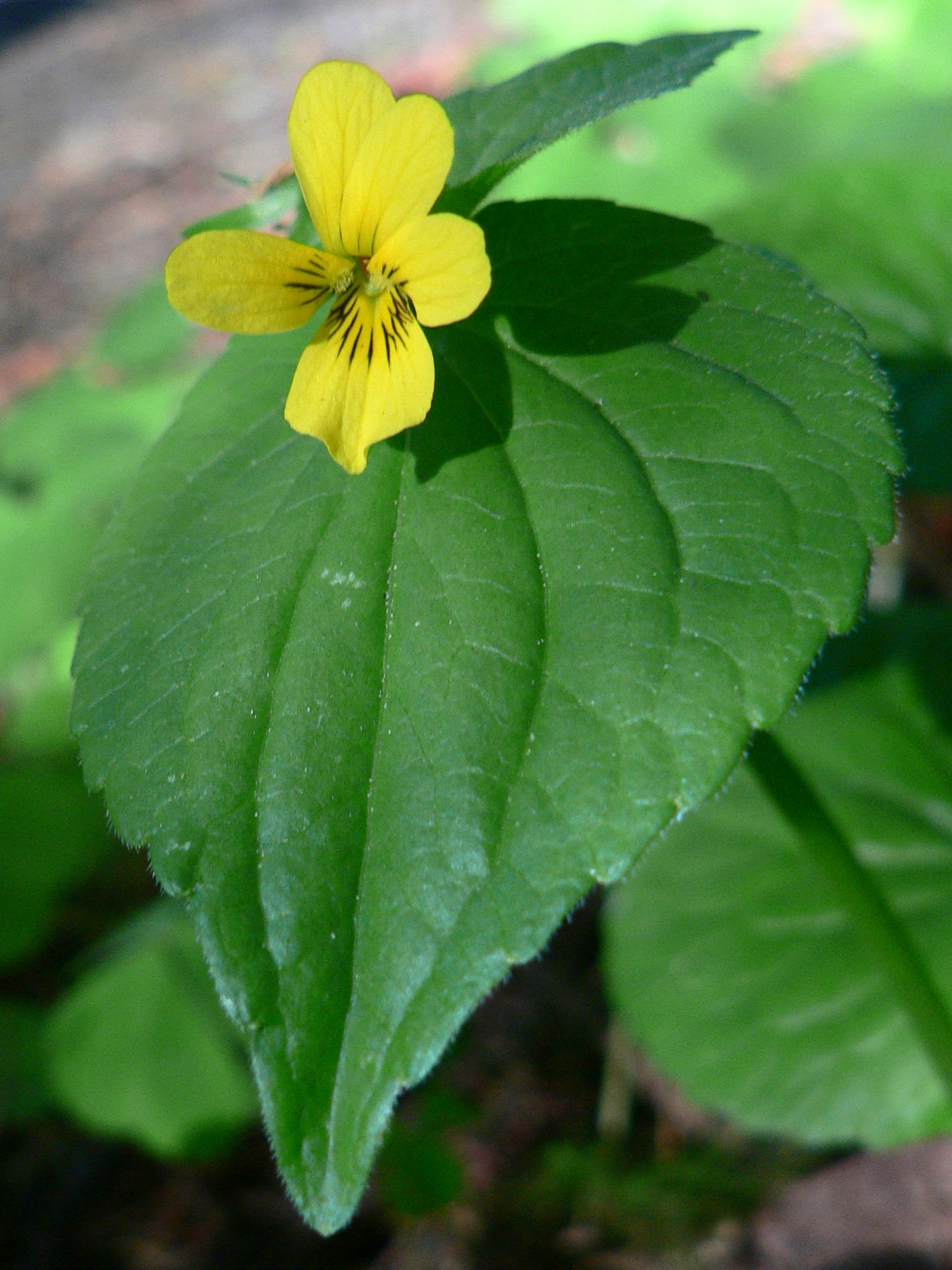
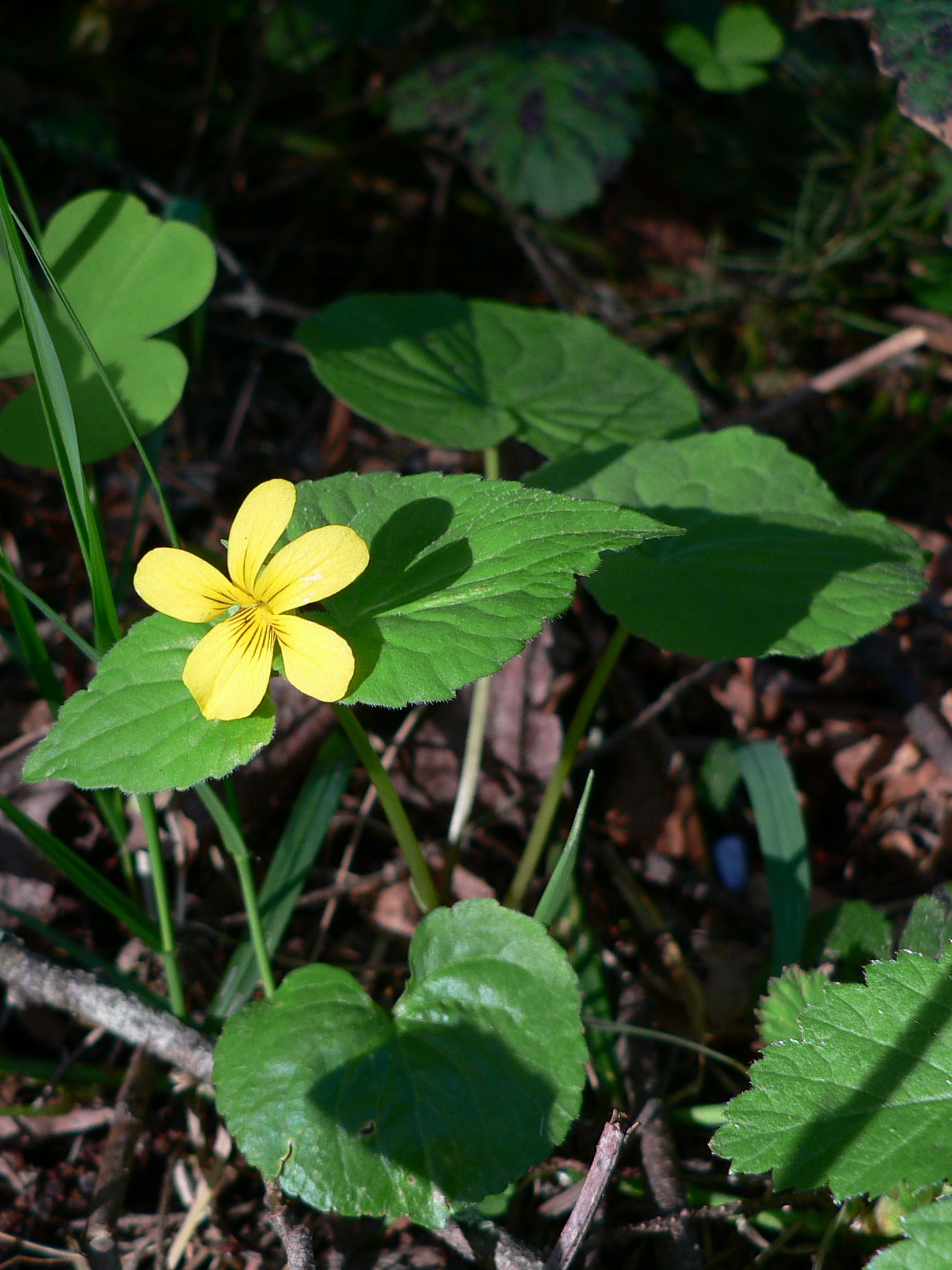
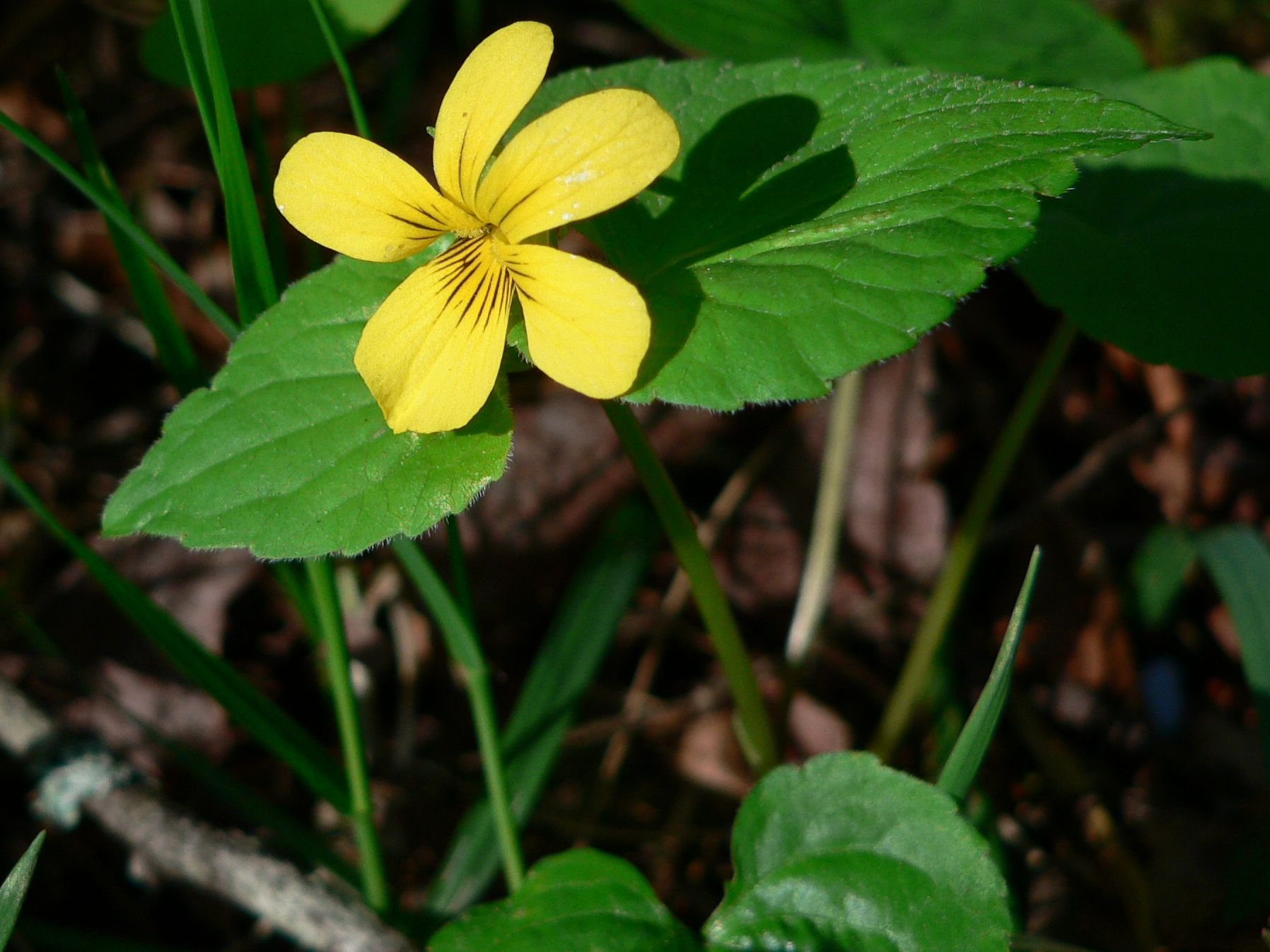
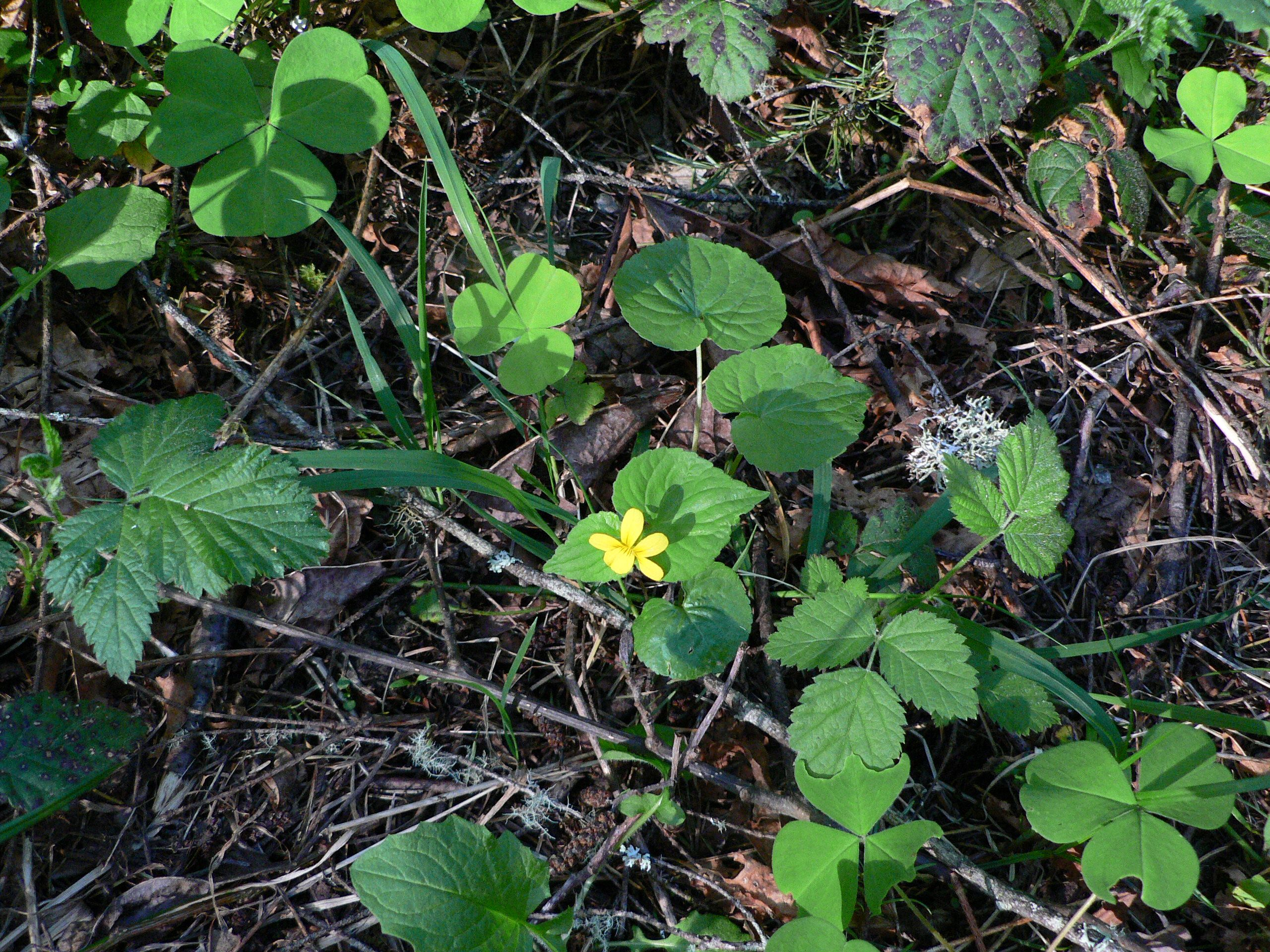
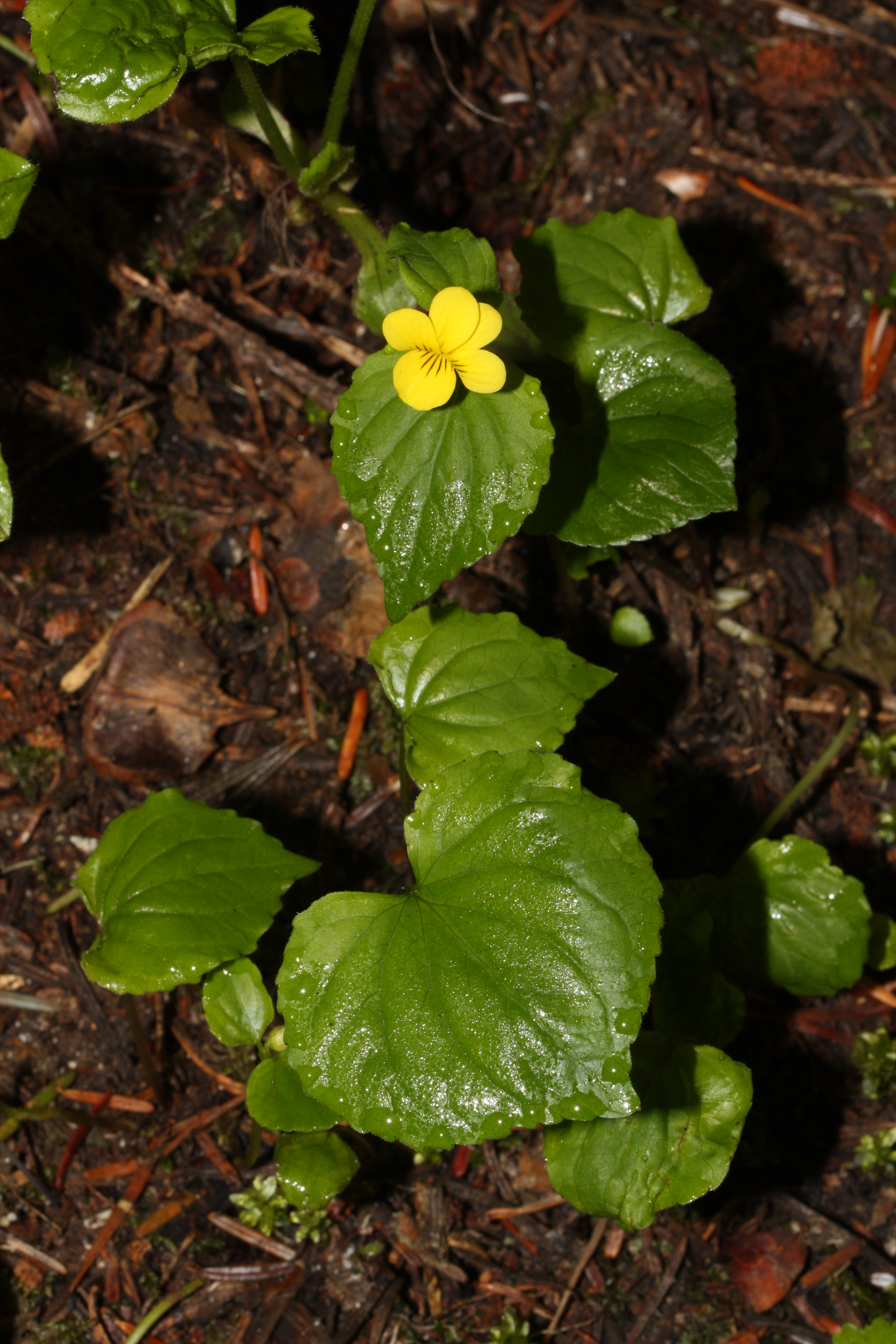